# 伏田里穗
伏田里穗（日语： Fushida Riho，2月28日—），日本女性配音員。出身於京都府。舊名：。2016年9月1日加入Office Anemone，之前隸屬於賢Production。O型血。

## 演出
粗體字表示主要角色。

### 電視動畫
2008年
- 守護甜心！（2008年—2009年，清藤、女孩子、男孩子、班上同學）2系列

2011年
- 青之驅魔師（主婦B[2]）
- 白兔玩偶（母親B[2]）
- TIGER & BUNNY（瑪莉[2]、女性廣播、西裝廣播人員）
- 惡魔阿薩謝爾在召喚你。（女學生[2]）

2012年
- 翡翠森林狼與羊 ～秘密的朋友～（小松鼠[2]）
- Smile 光之美少女！（男孩子[2]）
- 天才黃金腦 ～神之謎（男孩子、男學生）

2013年
- 海螺小姐（護士）
- 探險托里蘭托 -千年真寶-（小孩）

2014年
- Pac-World（日语：パックワールド）（莎妮）
- 飆速宅男系列（2014年—2018年，御堂筋翔的姑媽）2系列

2017年
- 碧藍幻想 The Animation（2017年—2019年，10歳的亞隆／小時候的亞隆、角族女性、母親）2系列
- 巴哈姆特之怒 VIRGIN SOUL（惡魔小孩）

### 電影動畫
- 劇場版 TIGER & BUNNY -The Beginning-（2012年，瑪莉[2]）
- 劇場版 TIGER & BUNNY -The Rising-（2014年，瑪莉[2]）

### 遊戲
- 閃電十一人3 挑戰世界!!（2010年，德國選手B）
- 閃電十一人GO 閃耀／黑暗（2011年，神之伊甸選手C、惡童、母親）
- 最終幻想 零式（2011年，場景聲音）
- 閃電十一人GO2 時空之石熱風／雷鳴（2012年，農民A）
- 無盡對決（芙蕾雅、鮑伯&庫巴）
- 怪物彈珠（2019年—2023年，犬坂毛野[3]）
- 提米拉納國的好運公主與衰運騎士團（日语：テミラーナ国の強運姫と悲運騎士団）（2023年，尼爾達·巴巴托斯·萊安德烈[4]）

### 外語配音

#### 電影
- 龍虎少年隊（富加齊〈達珂塔·強生〉[2]）※影碟版。
- 決戰30分（桑德拉[2]）
- 海豹神兵：英勇行動（萊恩斯[2]）
- 伴娘HOLD不住（貝琪·阿徹〈瑞貝爾·威爾森〉[2]）
- 豬頭晚餐（英语：Dinner for Schmucks）（克里斯蒂娜[2]）
- 狂凶記（莫妮卡·巴林〈珍·馬許〉[2]）※BD版。
- 瘋狂萬聖夜（英语：Fun Size）（拉拉[2]）
- 野蠻遊戲：瘋狂叢林（貝芬妮·沃克的母親〈娜塔莎·查爾斯·帕克〉[5]）
- 超世紀戰神（英语：Ra.One）（女英雄[2]）
- 蜘蛛人：返校日（沃倫老師〈莎蕾妮絲·雷娃（英语：Selenis Leyva）〉[6]）
- 崩裂：毀滅殺陣（英语：The Divide (2011 film)）（伊娃〈勞倫·日爾曼〉[2]）
- 婚迷指數：5（奧黛麗〈達珂塔·強生〉[2]）
- 幸運符（男孩子1[2]）
- 深刻入骨（雀西〈希亞拉·布拉沃（英语：Ciara Bravo）〉）
- 寵物情人（英语：You're My Pet (film)）（劉亞英〈李珍熙〉[2]）

#### 電視影集
- 惡魔島
- 盲點 (第4季)（薩布麗娜·拉倫〈甄·理查茲（英语：Jen Richards）〉）
- 犯罪心理 (第6季)
- CSI犯罪現場 (第11季)（席德妮·普雷斯頓〈克里斯蒂娜·米蓮〉）
- 未來迷城 (第4季)（將校[2]）
- 危機邊緣（助產士[2]）
- 哈莉與法律 (第2季)
- 替身標靶（女性顧客1[2]）
- 疑犯追踪（安琪拉[2]）
- 樂園（日语：楽園 (宮部みゆきの小説)）（女學生1[2]）
- 無恥之徒（卡爾·葛勒格〈埃森·卡柯斯基〉[2]）
- 超自然檔案 (第7季)
- 謀殺拼圖（英语：The Killing (Danish TV series)）（第1季：莉莎[2]、第2季：露易絲·拉本）
- 小查與寇弟的頂級遊輪生活（康妮[2]）
- 失蹤現場（希拉蕊[2]）

#### 動畫
- 聖誕快遞3D
- Cars 2：世界大賽
- 3D小紅帽2：團結力量大（弗洛[2]）
- 鋼鐵人：裝甲冒險（小辣椒·波茲[2]）
- 新樂一通（英语：New Looney Tunes）（伊凡娜）

### 旁白
- BS世界的紀錄片（日语：BS世界のドキュメンタリー） 從悲傷到愛 ～恐怖攻擊的受害者們～（瑪莉[2]）
- 健康綜藝 奧茲醫生秀（英语：The Dr. Oz Show）

### 舞台
- 阿囉哈色的英雄（達伊[2]）

### 柏青哥、角子機
- 柏青哥 玻璃假面（2020年，北島春[7]）

## 腳註

## 外部連結
- 伏田里穗｜Office Anemone （日語）
- 伏田里穗的X（前Twitter） （日語）